# Love Don't Live Here Anymore (versión de Madonna)
«Love Don't Live Here Anymore» es una canción compuesta por Miles Gregory y grabada originalmente en 1978 por la banda estadounidense Rose Royce. Seis años después, la cantante Madonna interpretó una versión de la canción para su segundo álbum de estudio, Like a Virgin (1984), con la producción de Nile Rodgers, exintegrante de la agrupación Chic y a quien Madonna admiraba. La idea de la versión provino de Michael Ostin, jefe de departamento de A&R de Warner Bros. Records, quien creía que el disco necesitaba una balada para que hubiera «diversidad» ante tantas canciones dance de tempo rápido. En un principio, la artista se sentía indecisa e intimidada ante el hecho de grabar su primera balada y trabajar con una orquesta en vivo; animada por Rodgers y el ingeniero Jason Corsaro, cuando empezó a cantar, quedó abrumada por la emoción que sintió y lloró al final, por lo que el productor decidió registrar su llanto en el tema.
De género pop orquestal, cuenta con instrumentos como la batería, la guitarra eléctrica y cuerdas sintetizadas que acompañan las exigencias emocionales de la canción. La letra recurre al tema de la soledad y la narradora canta sobre el abandono y «el vacío del amor». Sire Records lo publicó como sencillo de Like a Virgin únicamente en Japón el 10 de marzo de 1986. Nueve años después, en noviembre de 1995, se incluyó en Something to Remember, un recopilatorio de baladas de Madonna; para esta ocasión, fue remezclada por el productor David Reitzas, quien agregó más cuerdas y mantuvo las voces intactas de la original de 1984. Esta nueva versión se publicó en los Estados Unidos el 19 de marzo de 1996 como el segundo sencillo del recopilatorio, después de «You'll See», a través de las compañías Maverick y Warner Bros. El lanzamiento estuvo acompañado de múltiples remezclas a cargo del dúo danés Soulshock and Karlin y los DJ Markus Schulz y Mark Picchiotti.
En términos generales, obtuvo reseñas variadas de críticos y periodistas musicales, aunque en su gran mayoría de carácter favorable. Los comentarios positivos resaltaron la producción de Rodgers, especialmente el arreglo de cuerdas, y la calificaron como una de las más destacadas de Like a Virgin. No obstante, la mayoría se centró en la interpretación vocal de Madonna, que atrajo tanto elogios como opiniones negativas de la crítica. Desde el punto de vista comercial, alcanzó el puesto 78 en el conteo estadounidense Billboard Hot 100, lo que representó el sencillo menos exitoso de la cantante hasta ese momento, y también ingresó a las listas de Australia, Canadá, Croacia, Francia, los Países Bajos y Polonia.
Bajo la dirección del fotógrafo francés Jean-Baptiste Mondino, el videoclip se filmó en la Confitería del Molino —ubicada en Buenos Aires (Argentina)— en marzo de 1996, durante uno de los días de descanso de la filmación de la película Evita, protagonizada por la artista. Rodado en una sola toma y en tono sepia, Mondino utilizó la técnica cinematográfica trávelin para emplear los acercamientos y alejamientos de la cámara. «Love Don't Live Here Anymore» formó parte del repertorio de la décima gira musical de Madonna, Rebel Heart Tour (2015-2016), donde presentó un fragmento de la canción desde una escalera de caracol de acero de cinco metros de altura.

## Antecedentes y desarrollo

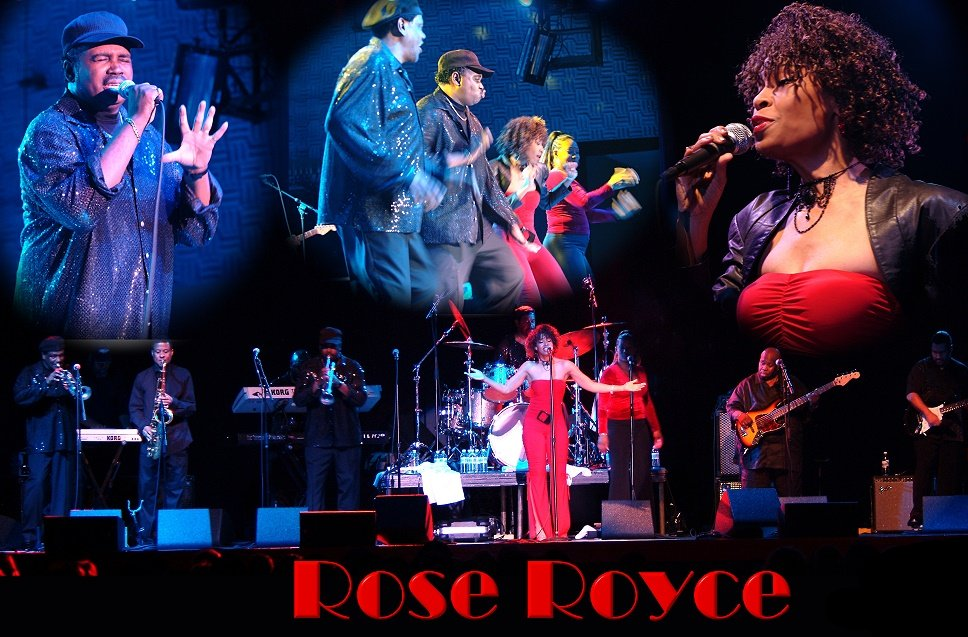
«Love Don't Live Here Anymore», grabada por Madonna en 1984 para su álbum Like a Virgin, es una versión de la canción original de 1978 interpretada por la banda estadounidense Rose Royce (imagen)

Madonna, antigua bailarina y habitual de las discotecas de Nueva York, obtuvo reconocimiento en la industria musical con el lanzamiento de su primer álbum de estudio epónimo en 1983; producido por John «Jellybean» Benitez, alcanzó el octavo puesto en la lista Billboard 200 y había vendido tres millones de copias en los Estados Unidos en el momento de su lanzamiento. El éxito de los temas «Holiday», «Lucky Star» y «Borderline», sumado a su sonido dance pop y a su imagen «sexi», conllevaron a que recibiera una «creciente legión de admiradores» y la convirtieron en una de las nuevas artistas de la década de 1980. Para su siguiente trabajo discográfico, Like a Virgin, trabajó con Nile Rodgers, exmiembro de la banda Chic y responsable de la producción de Let's Dance (1983), del cantante británico David Bowie. Madonna, que admiraba el trabajo de Rodgers, se mostró «encantada» y feliz de colaborar con el productor y comentó: «Idolatraba a Nile por todo lo que hizo en Chic. No podía creer que la discográfica me diera el dinero para que pudiera trabajar con él. [...] No tenía idea de que [el álbum] iba a funcionar tan bien como sucedió ni que tendría el impacto que tuvo».
La idea de que Madonna interpretara una versión de «Love Don't Live Here Anymore», compuesta por Miles Gregory y grabada originalmente en 1978 por la banda estadounidense Rose Royce, provino de Michael Ostin, jefe de departamento de A&R de Warner Bros. Records, quien también descubrió «Like a Virgin» y «Papa Don't Preach» (1986), canciones que Madonna terminaría grabando. En el libro Revolutions in Sound: Warner Bros. Records The First Fifty Years (2008) de Warren Zane, Ostin recordó:

Tuve la suerte de encontrar material al que Madonna realmente respondió, «Love Don't Live Here Anymore», por ejemplo, que era la canción de Rose Royce. Estaba conduciendo hacia el trabajo un día y la escuché en la radio, llamé a Nile [Rodgers] y Madonna que estaban en el estudio. Les dije: «Tengo una idea. ¿Conocen el viejo éxito de Rose Royce, "Love Don't Live Here Anymore? ¿Por qué no lo prueban?».

Ostin creyó que el álbum necesitaba una balada como «respiro» de tantas canciones dance de tempo rápido, por lo que sugirió «Love Don't Live Here Anymore» con el fin de que hubiera «diversidad» en el disco. Sin embargo, Madonna se mostró en un principio recelosa de abordar una balada ya conocida, pero Rodgers tenía intención de incluirla en la mezcla, hasta que finalmente decidió aceptar la propuesta de Ostin a último momento.

## Grabación
Producida por Rodgers, la grabación de «Love Don't Live Here Anymore», así como el resto de las canciones de Like a Virgin, tuvo lugar en los estudios Power Station de Manhattan (Nueva York) a mediados de 1984. Rodgers también tocó la guitarra acústica y eléctrica, mientras que los demás músicos que participaron incluyen a Bernard Edwards y Tony Thompson, los otros integrantes de Chic, en el bajo y la batería, respectivamente, así como Rob Sabino en los sintetizadores y el bajo sintetizado y Curtis King, Frank Simms y George Simms en los coros. Karen Milne y Kermit Moore fueron los responsables de la sección de cuerdas que fue dirigida por Rodgers, quien también hizo los arreglos. La ingeniería y la mezcla corrieron a cargo de Jason Corsaro, con la asistencia de Eric Mohler y Malcolm Pollack, y Bob Ludwig realizó la masterización en los estudios Masterdisk de Nueva York.
La grabación provocó un momento de «duda» y «vulnerabilidad» en Madonna, pues se sentía intimidada ante el hecho de grabar su primera balada y trabajar con una orquesta en vivo. Corsaro admitió que Rodgers era exigente con los cantantes dado que él era muy afinado y meticuloso con el tono, lo que significaba que a veces «podía ser un poco duro». El productor, que ya estaba acostumbrado a trabajar con músicos en vivo, había declarado: «[Ella] nunca había actuado con una orquesta en directo, así que le dije: "Madonna, sal ahí a cantar y nosotros te seguiremos"». Al principio estaba indecisa, dado que era muy diferente de otras canciones que había interpretado y se sentía nerviosa por cantarla; Corsaro recordó: «Me dijo, "no sé si debería hacerlo. Quizás no sea lo mejor para mí", [pero] le respondí: "Creo que puedes hacerlo, solo tienes que deshacerte del miedo"». Finalmente, cuando empezó a cantar, quedó abrumada por la emoción que sintió y lloró al final de la grabación, de manera que Rodgers decidió registrar su llanto en el tema. Corsaro comentó que fue «muy, muy profesional y había hecho un gran trabajo»: «Lo hizo genial. Estaba muy decidida. Cantar ante Nile no era fácil para mucha gente, pero nada iba a impedirle hacer que ese disco funcionara».
En noviembre de 1995, Maverick y Warner Bros. publicaron Something to Remember, un álbum recopilatorio que consistió en algunas de las baladas más importantes de la carrera de Madonna, como «Crazy for You» (1985), «Oh Father» (1989), «This Used to Be My Playground» (1992), «Take a Bow» y «Forbidden Love» (1994), así como una remezcla de «Love Don't Live Here Anymore». Esta nueva versión de la canción, producida por David Reitzas y descrita como «demasiado orquestada» por el periódico Lawrence Journal-World, incluyó más cuerdas como instrumento y mantuvo las voces intactas de la original de 1984. Contó con la colaboración de Jon Mulloney en el teclado y Reitzas también estuvo a cargo de la ingeniería junto con Manny Marroquin, así como de la mezcla.

## Composición
La versión de Madonna de «Love Don't Live Here Anymore» pertenece al género pop orquestal, aunque, de acuerdo con Stephen Holden de The New York Times, la música era característica del sonido Filadelfia. El objetivo de Rodgers era emular el sonido de «A Warm Summer Night», incluido en el tercer álbum de estudio de Chic, Risqué (1979). Inicia con el sonido de la guitarra eléctrica y cuerdas sintetizadas que proporcionan la plataforma desde la cual la cantante aborda las exigencias emocionales de la canción. A continuación, la batería de Thompson lleva el ritmo «con demasiado énfasis», según el autor Rikky Rooksby en The Complete Guide to the Music of Madonna (2004). A medida que se desarrolla la canción y las cuerdas se «ondulan», Madonna realiza una interpretación roquera, «angustiosa» y «triste»; hacia el final, entona el último anymore hasta que su voz se queda «literalmente» sin aliento. La letra recurre al tema de la soledad y del vacío «dejado por el amor que se pierde». Con dolor en su voz, la narradora canta sobre el abandono y «el vacío del amor». Hacia el final de la canción, repite de manera «febril» el verso live here anymore, lo que el autor Daryl Easlea notó como «un poco prepotente».
En un análisis sobre la letra, Barbara Bradby —una de las autoras de Cultural Studies (1992)— observó que hacía explícito el «lenguaje del cuerpo materno» y evocaba un punto en la historia de Madonna en el que «su cuerpo experimenta el vacío y la pérdida tras dar a luz». En ese marco, señaló que en el primer verso, cuando canta When you lived inside of me («Cuando vivías dentro de mí»), se aprecia una imagen de «plenitud maternal que luego se contrapone con el vacío del presente» cuando luego recita Just a vacancy, love don't live here anymore... Just emptiness and memories... You went away, found another home («Solo está vacío, el amor ya no vive aquí... solo vacío y recuerdos... te fuiste, encontraste otro hogar»). Bradby declaró que el «dolor de la madre por el hijo que se ha ido de casa es una metáfora bien conocida en la música pop del dolor por la pérdida de un amante». Sin embargo, enfatiza que aquí el «hogar» que se ha ido es específicamente el cuerpo de la mujer, una metáfora que, al ser «sexual», señala que «difícilmente puede evitar ser también "maternal"».

## Publicación
El 10 de marzo de 1986, «Love Don't Live Here Anymore» salió a la venta como sencillo de Like a Virgin exclusivamente en Japón a través de la compañía Sire Records, con «Over and Over» —otra canción de dicho disco— como lado B del vinilo de 7". En septiembre de ese año, formó parte del recopilatorio Forever Yours, que contó con temas de artistas como Phil Collins, James Ingram y Linda Ronstadt, entre otros. Al año siguiente, figuró junto con «I Know It» —de su primer disco de estudio— en la cara B del vinilo de 12" de «The Look of Love», el tercer sencillo de la banda sonora Who's That Girl lanzado en el Reino Unido. Finalmente, el 19 de marzo de 1996, Maverick y Warner Bros. Records lo enviaron a las estaciones Contemporary hit y Rhythmic contemporary de los Estados Unidos como el siguiente lanzamiento de Something to Remember; fue el segundo y último sencillo del recopilatorio en aquel país, después de «You'll See», aunque fue el cuarto de manera general, debido a que «Oh Father» y «One More Chance» solo estuvieron disponibles en Europa.
El mismo 19 de marzo, salió a la venta de manera comercial en los Estados Unidos, así como en Australia y algunos territorios de Europa. La portada fue tomada por el fotógrafo Eugene Adebari y el diseño de la funda del disco estuvo a cargo de Lyn Bradley. El CD incluyó un nuevo embalaje denominado single pak creado por Warner Media Services, la unidad de ventas y marketing de WEA Inc., que consistió en una funda de cartón conocida como «o-card», la cual alojaba una bandeja de plástico deslizable que contenía el CD. Dado que ya había sido comercializado en Japón en 1986, el tema formó parte de CD Single Collection, una caja recopilatoria de edición limitada publicada por Warner Music Japan a finales de 1996, que contenía todos los sencillos de Madonna en formato CD, desde «Burning Up» (1983) hasta «One More Chance».

### Remezclas

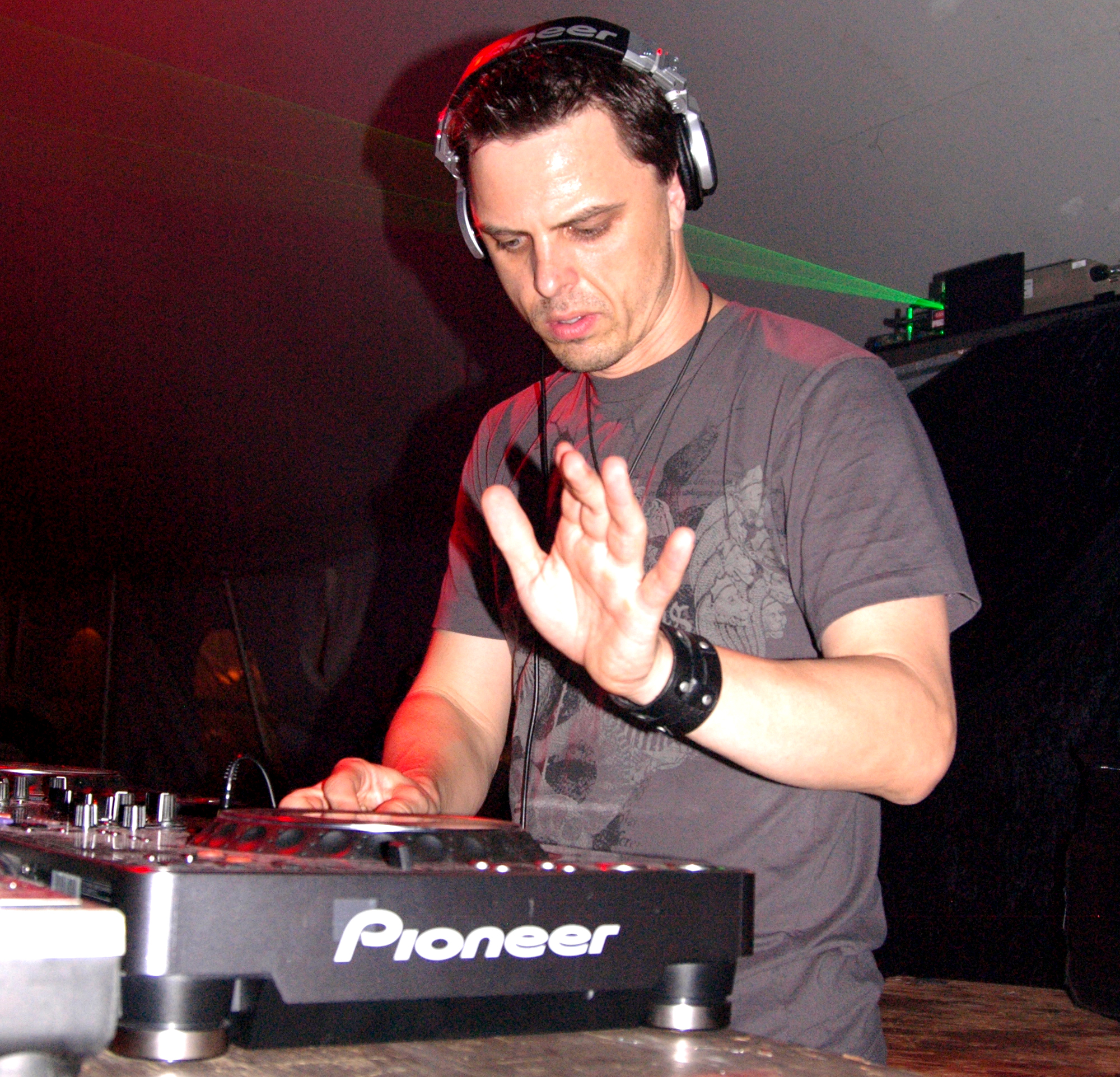
El DJ alemán Markus Schulz produjo un total de cinco remezclas house de «Love Don't Live Here Anymore» que figuraron en vinilos de 12" y CD promocionales

El lanzamiento estuvo acompañado de múltiples remezclas a cargo del dúo danés Soulshock and Karlin y los DJ Markus Schulz y Mark Picchiotti. Una de ellas, titulada «Soulpower Radio Remix» y con una duración de 4:44, figuró en el lado A tanto del vinilo de 7" como del casete y el CD editados en los Estados Unidos. Descrito como un número «jeep-soul de la vieja escuela», reemplazó la música original por una pista instrumental con un sonido más urbano que, según José F. Promis de AllMusic, logró «buenos resultados». Larry Flick de Billboard comentó que «Soulpower Radio Remix» debería resultar «reveladora» para los programadores de las radios que «siguen embriagados por el funk de Mary J. Blige y Faith Evans». El lado B consistió en la versión que apareció en Something to Remember, que era la remezcla que Reitzas produjo especialmente para dicho álbum. En Australia y Europa, salió a la venta un CD y un maxi casete que incluyeron cuatro pistas en total: las dos canciones de la edición estadounidense más las mismas remezclas, pero en versión editada; estas dos últimas se diferenciaban de las anteriores porque, hacia el final, la música empezaba a desvanecerse y omitía el «trágico» suspiro que Madonna jadea en el tema.
Por otra parte, las cinco remezclas de Schulz se inclinan en gran medida hacia un sonido house orientado a la música club; combinan la voz de balada «dulcemente teatral» de Madonna con un ritmo de hi-NRG acompañado de líneas de órgano y de teclado «vibrantes» y efectos de sintetizador. Las remezclas de Schulz se editaron el 6 de mayo de 1996 en los Estados Unidos en vinilos de 12" y en CD únicamente promocionales, es decir, solo se publicitaron en discotecas y en las emisoras de radio, pero nunca estuvieron disponibles de manera comercial. Promis opinó que habría sido «un gran acierto» incluir en el sencillo alguna de las versiones dance de Schulz que «circulaban por ahí en el momento del lanzamiento», así como la original de 1984 por «motivos triviales». De manera similar, Flick creyó que habría sido «una buena idea dar a los muchos discípulos de Madonna la oportunidad de comprar esta belleza». Aunque comentó que se sentía más «conectado» con el «lánguido tono» R&B de Soulshock and Karlin, también elogió el «excelente trabajo» de Schulz y aseguró que «sonreiría de oreja a oreja» tras escuchar sus mezclas. Además, resaltó la versión «Early Morning Dub» para aquellos oyentes que quisieran «un poco de comodidad underground».
Picchiotti creó tres remezclas —tituladas «Mark!s Full on Vocal», «Mark!s It's a Girl Dub» y «Mark!s It's a Boy Dub»— que fueron publicitadas en el Reino Unido en agosto de 1996, también en vinilos de 12" promocionales. La primera de ellas, con poco más de diez minutos de duración e incluida en la cara A, combina acordes de guitarra Fender, instrumentos de viento sintetizados y quiebres vocales pausados; Damien Mendis de Music Week la calificó como «demasiado larga, sobrevalorada» y «prácticamente imposible de reproducir», y señaló que «esas voces de fondo molestas y trilladas que siempre utiliza están aquí de nuevo». Caracterizó a «It's a Boy Dub» como un «riff contagioso, hipnótico y muy inquieto» y a «It's a Girl Dub» como «un caso pantanoso con riffs repetitivos encerrados en una habitación palpitante». En ambas remezclas, la voz de Madonna se reduce a un breve fragmento manipulado que, según el autor, «complacerá a los puristas». En un comentario favorable, recalcó que estas dos últimas versiones dub «deberían causar sorpresa ya que, por una vez, son realmente muy buenas». En marzo de 2023, las cuatro remezclas del CD y maxi casete editados en Australia y Europa, más una adicional de Schulz titulada «Hot Mix Radio Edit», estuvieron disponibles en todas las plataformas digitales.

## Recepción comercial

### Estados Unidos
En los Estados Unidos, en la edición del 6 de abril de 1996 de Billboard, «Love Don't Live Here Anymore» ingresó en el primer puesto de la lista Bubbling Under Hot 100 Singles, que recopila los veinticinco sencillos por debajo del número 100 que aún no han ingresado a la lista principal Hot 100. Dos semanas después, debutó en esta última en el puesto 91, lo que representó la 36.ª entrada de Madonna y el primer sencillo de su carrera en ser una adaptación del éxito de otro artista. Sin embargo, también supuso su debut más bajo hasta el lanzamiento de «Nothing Really Matters» (1999) tres años después. Al cabo de cuatro semanas, precisamente el 18 de mayo, ascendió hasta el número 78, por lo que, en ese momento, se convirtió en su canción menos exitosa en dicha lista; José F. Promis comentó que el desempeño comercial fue tan bajo desde su primer sencillo «Everybody» (1982), aunque posteriormente «Nothing Really Matters» superaría dicho récord. Permaneció ocho semanas en total, cuando hizo su última aparición en el número 100 el 8 de junio. El tema también alcanzó el vigesimonoveno lugar en el conteo Adult Contemporary y el decimosexto en Dance Club Songs; en este último, fue el segundo sencillo de Madonna —después de «Who's That Girl» (1987)— que no logró estar entre los diez primeros lugares.
En la lista CHR/Pop de la revista Radio & Records, «Love Don't Live Here Anymore» fue la 38.ª entrada de Madonna, pero solo alcanzó el puesto 44 en la edición del 26 de abril de 1996, lo que significó un desempeño muy inferior en comparación con su predecesor «You'll See», que había llegado al cuarto lugar, así como su primer sencillo que no se ubicó entre los cuarenta principales y la posición más baja de su carrera hasta ese momento. Además, con solo cuatro semanas presente en total, fue la segunda canción de la artista con el historial más corto, después de «Bedtime Story» (1995). Logró ubicarse en la 51.º casilla del ranquin Plays Per Week de la revista Network 40, mientras que en los conteos de Adult Contemporary de Gavin Report, Radio & Records y Network 40, alcanzó el undécimo, vigesimocuarto y trigésimo cuarto puesto, respectivamente. También llegó al puesto veintiséis en la otra lista de Radio & Records Hot AC Top 30, y en el ranquin Top Pop Singles de Cash Box ocupó el 63.º lugar el 25 de mayo.

### Otros mercados
En Canadá, «Love Don't Live Here Anymore» debutó en el puesto 99 del Top 100 Singles de RPM el 6 de mayo de 1996. Tuvo un ascenso gradual y casi dos meses después, concretamente el 24 de junio, alcanzó el vigesimocuarto lugar. Permaneció doce semanas en total, cuando hizo su última aparición en el número 94 el 22 de julio. Logró un recibimiento más favorable en el conteo de adulto contemporáneo de dicha revista, donde alcanzó la cuarta posición el 1 de julio por detrás de «Fastlove» de George Michael, «Give Me One Reason» de Tracy Chapman y «Old Man & Me» de Hootie & the Blowfish; para diciembre de ese año, había sido la 48.ª canción más exitosa en el ranquin anual. Además de RPM, alcanzó el vigesimosegundo puesto en la lista radial Contemporary Hit Radio y el trigésimo primero en la general Hit Parade, ambas elaboradas por la revista The Record.
En Australia, ingresó en el número 49 de la lista ARIA Top 50 Singles el 16 de junio de 1996 y, el 30 de ese mes, ascendió hasta la vigesimoséptima posición; en total, solo estuvo presente cinco semanas. En los mercados europeos, «Love Don't Live Here Anymore» debutó en el vigesimoséptimo puesto del ranquin internacional de Croacia el 7 de junio; al cabo de tres semanas, ascendió hasta el octavo. Ocupó el noveno lugar en la Lista Przebojów Programu Trzeciego de Polonia y estuvo un total de diez semanas. En los Países Bajos, ingresó a los conteos Single Tip y Top 40 Tipparade y se ubicó en los puestos decimocuarto y decimosexto, respectivamente; en ambos, el tema estuvo cuatro semanas en total. En Francia, la recepción fue mucho más baja, al estar solo una semana en la lista —en la edición del 4 de mayo— en el número 48. En marzo de 2023, tras el relanzamiento del sencillo en las plataformas digitales, ingresó en la 61.° casilla del conteo de ventas digitales del Reino Unido.

## Recepción crítica
En términos generales, «Love Don't Live Here Anymore» obtuvo comentarios variados de los críticos y periodistas musicales, aunque en su mayoría de carácter favorable. Entre las opiniones positivas, Leslie Richin de Billboard lo seleccionó entre los temas más destacados de Like a Virgin, y Larry Flick de la misma revista declaró que la versión producida por Reitzas «gustará a los que nunca tuvieron suficiente con la anterior "You'll See"» y concluyó: «En resumen, este será probablemente otro éxito para una artista cuyo prestigio como entidad musical plausible aumenta merecidamente con cada lanzamiento». En su reseña a Something to Remember, Gerald Martínez del New Straits Times señaló que estaba entre las «buenas canciones» que había grabado a lo largo de su carrera. Stephen Thomas Erlewine de AllMusic la calificó como una versión «sincera» y uno de los momentos de Like a Virgin que «funcionan bien», mientras que Barbara O'Dair de Rolling Stone la nombró «grandilocuente». De manera similar, Óscar García Blesa de Efe Eme la llamó su «primera gran balada» y Sal Cinquemani de Slant Magazine, que la llamó «conmovedora», afirmó que Madonna había evidenciado que «podía producir algo más que éxitos novedosos». Manolo Bellon, del periódico colombiano El Tiempo, indicó que era uno de los pocos temas de Like a Virgin que tenían «algo de encanto». Eugene Bowen de The Michigan Daily reconoció que la cantante había hecho un «buen trabajo» con el tema. El escritor italiano Francesco Falconi declaró que «funcionaba mejor» que otras pistas de Like a Virgin en las que «intentaba dar un paso adelante hacia una música más refinada». Daryl Easlea, uno de los autores de Madonna: Blond Ambition (2012), le pareció una «astuta elección» como versión, aunque admitió que «dividió fácilmente al público». En Supremely American (2005), Nicholas E. Tawa comentó que la intérprete demostró que «tenía más de una flecha en su carcaj», y Rikky Rooksby, que le pareció el tema «más ambicioso que la chica de Detroit había intentado hasta el momento», recalcó que dio al álbum «un poco más de sofisticación» y probó que era «capaz de mucho más que el ritmo disco estridente». Matthew Rettenmund, autor de la Encyclopedia Madonnica (1995), opinó que la canción constató que Madonna «podía limpiar el piso con una balada al estilo "She's Out of My Life"» de Michael Jackson.
La producción de Rodgers obtuvo la aprobación de Ian Gell, del periódico de Vancouver The Sun, quien señaló que era un «homenaje a [su] producción fresca y a sus arreglos tensos y precisos». Igualmente, James E. Perone —autor del libro Listen to Pop! Exploring a Musical Genre (2018)— la consideró una balada «lenta, emotiva y conmovedora» y aplaudió el arreglo de cuerdas del productor, que ayudó a que la grabación «conectara de nuevo con las canciones antorcha del pasado». Easlea mencionó que, con el arreglo de cuerdas de Rodgers «agitándose de fondo, Madonna lo da todo». Larry Flick declaró que los arreglos se adaptan «perfectamente a su voz, plagada de gritos emotivos y jadeos teatrales». Otras reseñas se centraron en la interpretación de Madonna que, en general, fue elogiada por la crítica. Un editor del Manila Standard lo consideró «el primer ejemplo de la forma especial que tiene de interpretar las baladas». Terry Hazlett de Observer-Reporter afirmó que «exhibe un verdadero talento como cantante», en tanto que Saw Tek Meng del New Straits Times aseguró que su voz era «más exquisita» en esta «espléndida balada», además de elogiar el trabajo de Rodgers en la guitarra acústica. El autor Leo Tassoni sintió que era la «más impactante» de la cara A de Like a Virgin desde el punto de vista musical, «por su contraste con las precedentes y el excelente registro de Madonna». Para The Pittsburgh Press, Pete Bishop aplaudió su voz «muy potente» y agregó que su interpretación comprobó que «puede manejar bien el material más jugoso» del disco. No tan distante, Rick Shefchik de The Vindicator apreció que Rodgers permitiera a la artista «demostrar que puede cantar baladas difíciles» como «Love Don't Live Here Anymore». James E. Perone manifestó que la artista había evidenciado que era «mucho más que una cantante sexi y coqueta de canciones dance». Beth Fertig de The Michigan Daily, que la denominó la mejor canción y la más importante de Like a Virgin, sostuvo que resultaba adecuada con su voz, al demandar más fuerza y porque difería de todo el sonido synth pop y disco del resto de los temas. Jim Farber, en un análisis a su carrera para el Salón de la Fama del Rock and Roll, escribió que el público «vislumbraba a una Madonna más madura, con un sentimiento más sincero que el que habíamos oído de ella hasta entonces». De igual modo, J. D. Considine, en su reseña a Something to Remember para The Baltimore Sun, percibió que tenía una voz «más rica y profunda» de lo que uno imaginaba y que los fanáticos pudieron «deleitarse con la conmovedora intensidad de su versión» de Rose Royce.

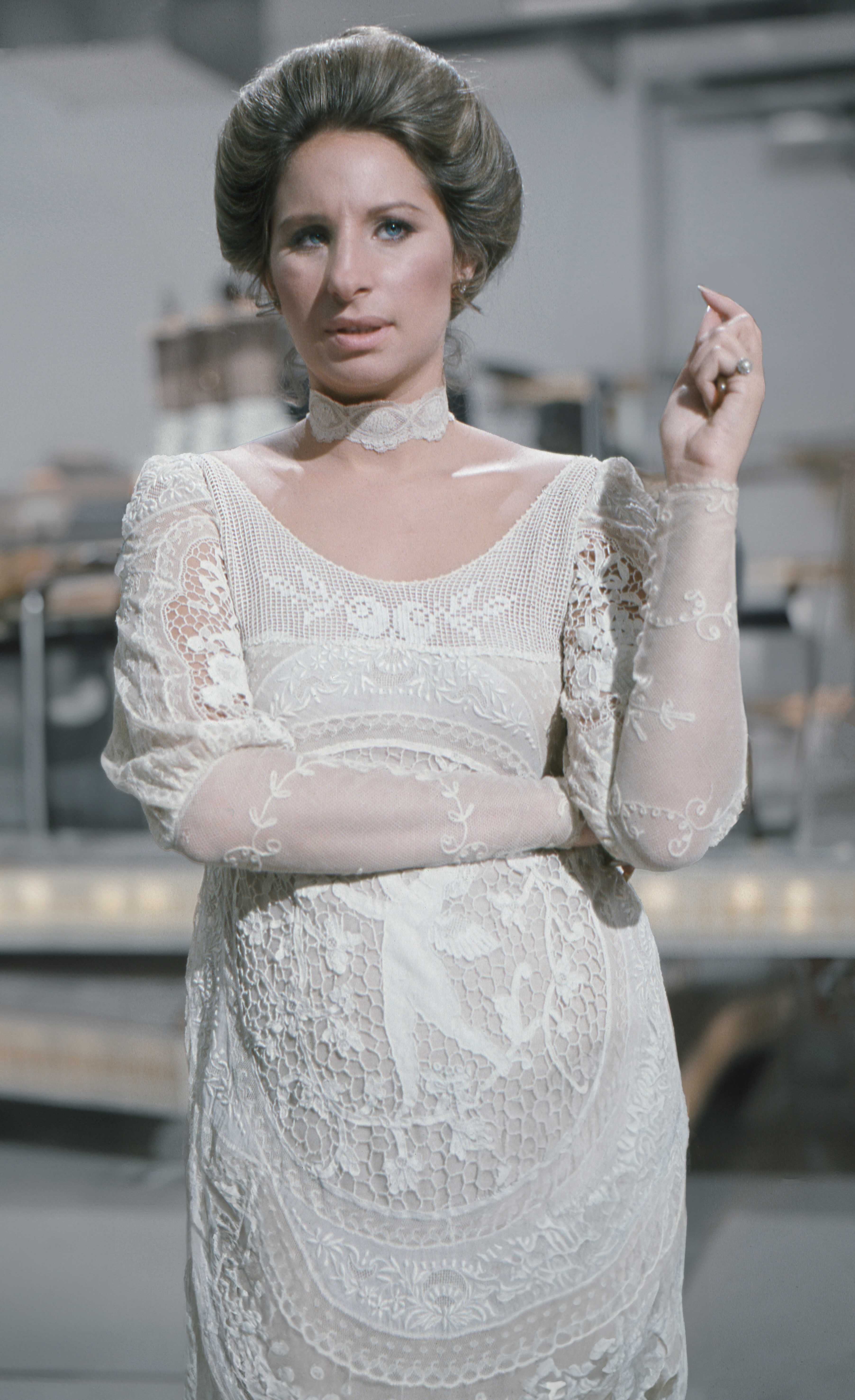
En una reseña negativa, James Henke de The Vindicator afirmó que Madonna intentaba cantar como Barbra Streisand (fotografía) y que, al escucharla, daban «ganas de salir corriendo a esconderse»

Por el contrario, otros críticos no estuvieron conformes con la versión. James Henke de The Vindicator afirmó que intentaba cantar como Barbra Streisand en la balada y que, al escucharla, daban «ganas de salir corriendo a esconderse». Si bien resaltó que la cantante «se las arregló para sacar más tono de su voz que nunca antes en el disco» en un estilo similar a Alison Moyet, Rikky Rooksby advirtió que la «resonancia más profunda de la melodía se le escapa». Además, declaró que la presencia de una caja de ritmos «podría haber sido mejor» y sintió que su intento de «emocionarse como una cantante de soul» no funcionaba, sumado a que su jadeo al final del tema no sonaba «auténtico». Rooksby también criticó la remezcla de Reitzas por sonar «débil debido al registro vocal inexperto de Madonna, lo que demuestra que su voz no acepta tomar impulso para lograr más agresividad». La revista The Face lo consideró un «desafortunado sacrilegio a la memoria de la vieja canción de Rose Royce». Enio Chola de PopMatters no quedó conforme con la interpretación y la llamó «fallida». En la misma línea, J. D. Considine de The Washington Post sintió que era la única parte en la que Like a Virgin fallaba; en este sentido, observó que, aunque la artista ofrecía «suficiente resentimiento» para evitar que su interpretación fracasara, afirmó que era, con mucho, «el momento más superficial del álbum, en gran parte porque Madonna parece demasiado interesada en divertirse como para dedicarse a ese grado de melodrama». No tan distante, un editor de Billboard concluyó que fracasó al intentar cantar una balada «melodramática». Doug Gebhard del Beaver Country Times prefirió los ritmos dirigidos a las pistas de baile de su primer álbum de estudio que las baladas de Like a Virgin como «Love Don't Live Here Anymore». Chuck Campbell de Star-News admitió que el tema dejaba al descubierto su «temprana debilidad vocal», aunque mejoraría «considerablemente» con el pasar de los años. Para Tom Ward de The Village Voice, la cantante intentó mostrarse «vulnerable y abandonada», pero no tuvo «el coraje de sus convicciones». Debby Miller de Rolling Stone afirmó que no tenía sentido en el disco y la tachó de «horrible»; añadió: «El papel de amante rechazada no le va. Madonna es mucho más interesante como una chica intrigante, coqueteando hasta llegar a la cima, que como una adulta deprimida». No tan distante fue Dennis Hunt de Los Angeles Times, quien expresó que «alguien con una voz tan débil no debería cantar una balada tan delicada como "Love Don't Live Here Anymore". Madonna debería dedicarse a la música disco». Alfred Soto de Stylus Magazine declaró que era el «único desastre completo» de Like a Virgin. Aun así, el autor añadió que la canción era el tipo de «espectáculo anónimo, que requiere reflectores y gestos con la mano», algo que Madonna supo manejar «con considerable delicadeza» diez años después en Something to Remember, «cuando la inevitabilidad mitigó el horror» de su interpretación. Rooksby elogió su «valentía» al elegir la versión y reconoció que sería «una señal de que se iba a plantear desafíos». Figuró entre las peores canciones de todos los tiempos, lista recopilada en agosto de 1997 por Jan Biles del periódico Lawrence Journal-World.
En reseñas retrospectivas, Mark Elliott de la revista Dig! afirmó que el hecho de que decidiera grabar con una orquesta supuso «una promesa temprana de que su alcance superaría fácilmente las expectativas de los críticos en los años venideros». HuffPost la consideró una de las canciones más infravaloradas de su carrera; la comediante y drag queen Pandora Boxx, autora del artículo, comentó que era «sencilla» y una de sus mejores baladas, con «un cierto atractivo atemporal [y] un toque crudo y descarnado». Además, figuró en las listas de las canciones o sencillos más destacados de la artista en publicaciones como Dallas Observer, Entertainment Weekly, HuffPost, Joe, MLive Michigan, Parade, Slant Magazine y la versión en español de Vanity Fair; de Slant Magazine, Paul Schrodt la denominó una de sus versiones «más fieles» y añadió que «no tiene nada que envidiar a la elegante composición y la fuerza emocional de la original». Por último, Lisa Jenkins de The Quietus, en un artículo sobre las mejores canciones de Madonna que «quizás nunca hayas escuchado», concluyó:

Solo Madonna tendría los ovarios para versionar a Rose Royce. La original es sublime, pero la interpretación de Madonna en Like a Virgin fue la que me dio a conocer la canción, y le estaré eternamente agradecida por ello. Aunque no se la conoce como una gran cantante, lo cual a veces creo que ha sido una apreciación injusta, [...] aporta profundidad y emoción a la canción. Tocó las fibras sensibles de mi adolescencia, mientras lloraba por un amor no correspondido. Su voz está llena de angustia. Siempre ha sido una artista que ha conectado con sus oyentes. Hay otras canciones en el álbum que, por supuesto, tienen mucha más repercusión, pero, para mí, esta era una joya que había pasado desapercibida.

## Vídeo musical

### Producción y rodaje

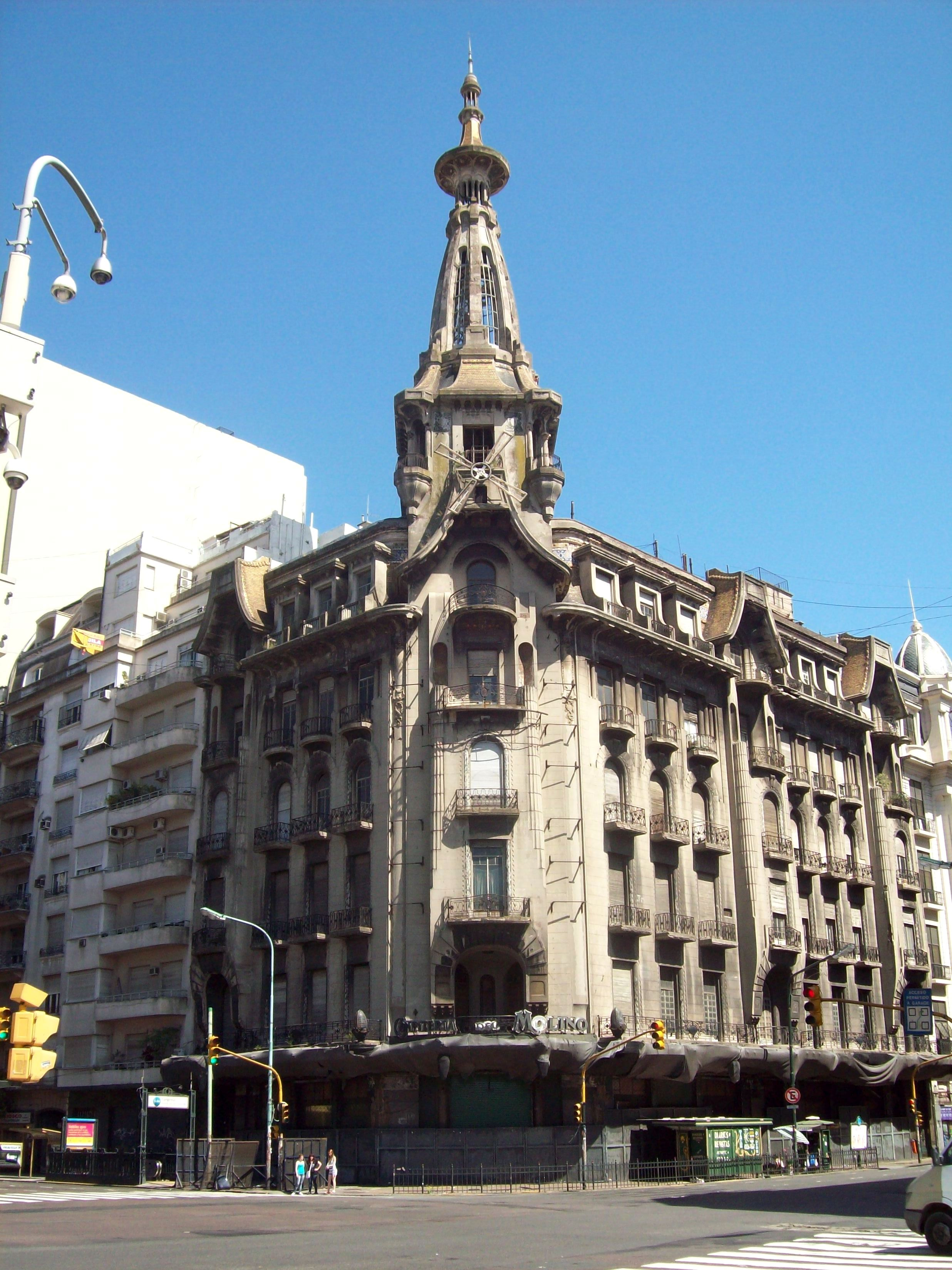
Confitería del Molino, ubicada en Buenos Aires, lugar donde se rodó el videoclip de «Love Don't Live Here Anymore»

El fotógrafo francés Jean-Baptiste Mondino, quien había trabajado anteriormente con Madonna en «Open Your Heart» (1986), «Justify My Love» (1990) y «Human Nature» (1995), dirigió el videoclip de «Love Don't Live Here Anymore», que contó con la producción de Maria Gallagher y Jean-Yves Escoffier en la cinematografía. El rodaje se llevó a cabo en la Confitería del Molino —ubicada en Buenos Aires (Argentina)— en marzo de 1996, durante uno de los días de descanso de la filmación de la película Evita, protagonizada por la artista. Madonna eligió la Confitería porque se había «enamorado» del lugar y la grabación tuvo lugar específicamente en el Salón de Baile, ubicado en el primer piso.
En una descripción sobre el vídeo, Francesco Falconi indicó que se ambienta en una «inmensa sala de columnas de mármol, donde el viento mueve los pesados drapeados de las ventanas». El vídeo utilizó la técnica cinematográfica trávelin, uno de los dispositivos más conocidos para apoyar el rodaje, que consiste en un carro con ruedas que suele desplazarse por una pista y permite diversos movimientos de cámara de forma «muy suave y precisa» —como imagen panorámica, inclinar la cámara o bien acercar o alejar el zum—, por lo que lo hace adecuado especialmente para tomas largas; en el caso de «Love Don't Live Here Anymore», Mondino empleó los acercamientos y alejamientos por medio del uso del trávelin.
En sus diarios de Evita, publicados en noviembre de 1996 en la revista Vanity Fair, la artista confesó que no quería hacer el videoclip en un principio; en sus escritos, mencionó concretamente que estaba «tan inmersa en la vida de Eva Perón» que era incapaz de recordar la letra de la canción, no importara «cuántas veces» lo intentara. Continuó: «Es extraño volver a ser la Madonna de ojos verdes [y] pelo suelto. De forma consciente rechazo la idea de volver a ser yo. Estoy de huelga. Me niego a ser yo misma. No existo hasta que termine el rodaje [de la película]».

### Sinopsis y recepción
Grabado en una sola toma y en tono sepia, el videoclip tuvo su estreno mundial el 2 de abril de 1996 en los canales MTV y VH1. En él, la cámara se acerca lentamente a Madonna, mientras ella gira tristemente alrededor de un gran pilar en medio de una suite vacía de un hotel de lujo abandonado. Se observan los ventanales decorados con cortinas blancas y pisos de madera, así como se destaca una columna en el extremo sur del salón hecho en mármol de Carrara, alrededor de la cual la cantante, que luce un caftán de la marca Gucci, «agoniza dramáticamente» y baila de manera insinuante al compás de la música. De hecho, en una de las escenas, se la puede ver abrazada a una de las «centenarias columnas». La cámara se mueve sin un rumbo fijo; con la entrada del ritmo básico, comienza un lento trávelin hacia la artista que continúa durante el resto de la cinta.
Para el Toledo Blade, Liz Smith lo calificó como «elegante», y Louis Virtel de Logo, que lo clasificó en el 55.º puesto de los 55 mejores vídeos de Madonna, comentó que era una «toma sombría en sepia». Dario Martinelli, autor de What You See Is What You Hear (2020), lo citó como un «gran ejemplo de acercamiento y alejamiento» de la cámara; en este sentido, comentó que era una «revelación muy sencilla, pero eficaz, de la soledad del personaje (vemos a Madonna sola en una gran sala), con un énfasis progresivo en su tristeza y desesperación (acercamiento), y luego de nuevo en la soledad y el aislamiento (alejamiento)». Wm. Steven Humphrey de Portland Mercury reconoció que era «muy bonito» y que «el dolor que se esconde tras los ojos de Madonna es palpable y hermoso». No obstante, afirmó que «Mondino hizo lo mejor que pudo en un tiempo limitado» y que, en general, el vídeo no era «nada del otro mundo». «Love Don't Live Here Anymore» se incluyó en el DVD The Video Collection 93:99 de 1999 y en la caja recopilatoria The Ultimate Collection de 2000.

## Presentación en vivo y versiones

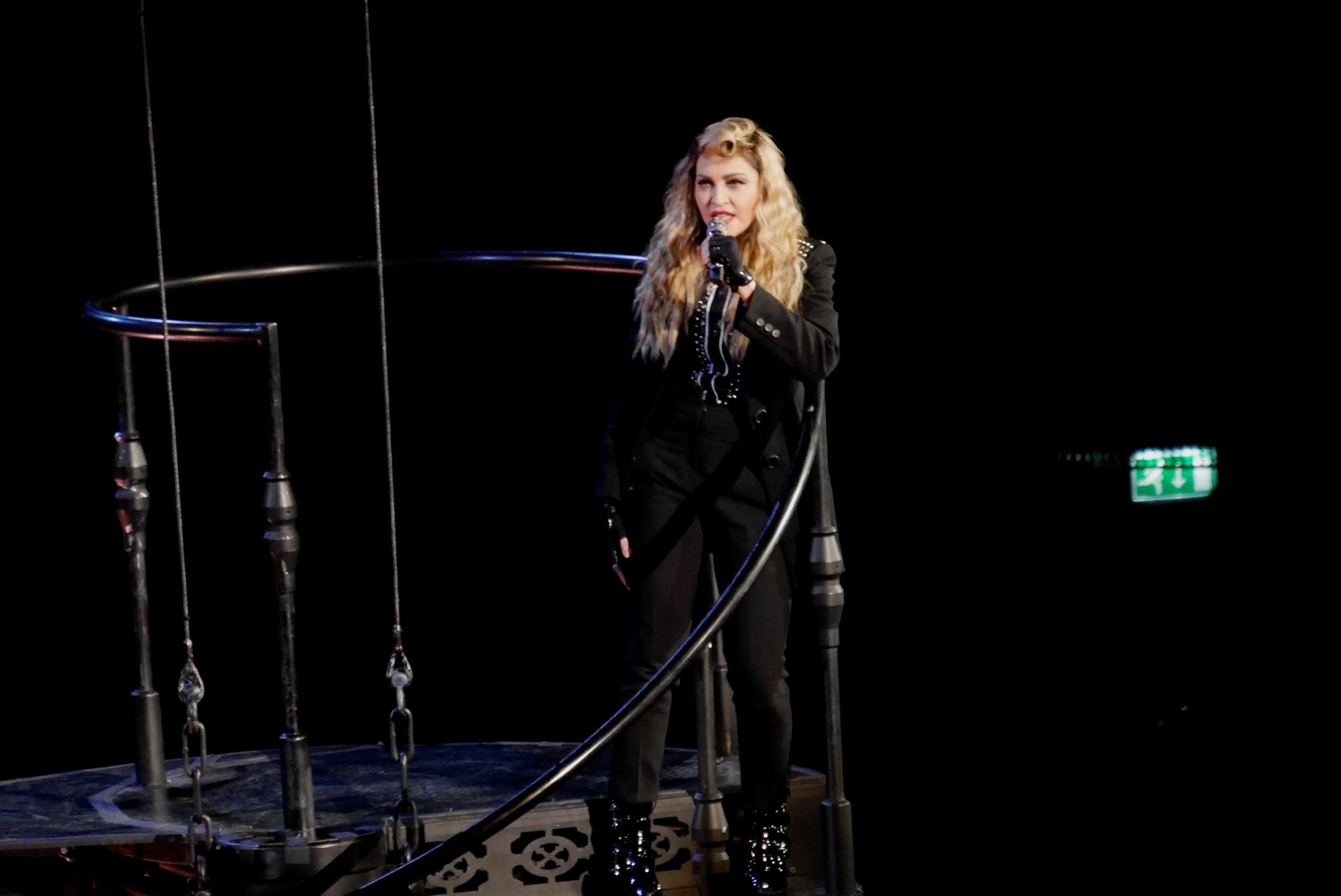
Madonna interpretando un fragmento de «Love Don't Live Here Anymore» desde una escalera de caracol durante la gira Rebel Heart Tour (2015-2016)

«Love Don't Live Here Anymore» formó parte del repertorio de la décima gira musical de Madonna, Rebel Heart Tour (2015-2016); fue la primera vez que interpretó la canción en vivo desde su lanzamiento como sencillo. La cantante presentó un extracto del tema a la mitad de «HeartBreak City», perteneciente a su decimotercer álbum de estudio Rebel Heart (2015), en el segundo segmento del espectáculo, titulado Rockabilly / Tokyo. El vestuario estuvo inspirado en el subgénero musical rockabilly y fue creado por la diseñadora italiana Miuccia Prada. Madonna iniciaba la actuación con las primeras estrofas de «HeartBreak City» desde una escalera de caracol de acero de cinco metros de altura, mientras un bailarín realizaba «piruetas de seducción» a lo largo de la forma curvilínea de la escalera y la cantante lo perseguía. Hacia la mitad, empujaba al vacío «al amante que le ha roto el corazón» y desde allí arriba interpretaba «en plan Barbra Streisand» un breve fragmento de «Love Don't Live Here Anymore».
Rob Copsey de la Official Charts Company la calificó como una presentación «dramática», en tanto que John Alcala de la revista Vortex la consideró «desgarradora» y uno de los momentos favoritos de la gira. Joe Lynch de Billboard aplaudió el hecho de que Madonna incluyera en el repertorio material que raramente había interpretado anteriormente, y citó a la canción como aquellas que «fueron resucitadas con grandes aplausos», opinión que fue compartida por Craig S. Semon de Telegram & Gazette. Igualmente, Adam Graham de The Detroit News aprobó la inclusión de temas «infravalorados» y «favoritos de los fanáticos» como «Love Don't Live Here Anymore», que «ocuparon el centro del escenario». Don Chareunsy de Las Vegas Sun sintió que la utilización de la escalera había sido «eficaz en su sencillez». Por último, tanto Ross McRae de The West Australian como Cameron Adams de news.com.au elogiaron la voz de Madonna y este último afirmó que fue uno de los mejores momentos vocales del espectáculo.
Si bien esta no es una canción original de Madonna, algunos artistas y bandas realizaron una versión de esta interpretación, especialmente para álbumes tributo. La cantante Michelle Crispin grabó una versión del tema que fue incluida en los discos Virgin Voices 2000: A Tribute to Madonna (2000), A Tribute to Madonna: Virgin Voices (2003) y Tribute to Madonna: Like a Virgin (2004), publicados por las compañías Cleopatra Records y Double Pleasure. Melissa Totten, una imitadora reconocida a nivel internacional, interpretó la pista para el álbum doble Forever Madonna, lanzado en julio de 2008, en el que también se incluyó una remezcla de su versión titulada «Klubkidz House Party Mix». La banda Tune Robbers lo hizo para The Tune Robbers Play the Best of Madonna, Vol. 2, de 2010, y la versión de la cantante Sussan Kameron figuró en el disco tributo Like a Virgin, puesto a la venta por el sello Open Records en enero de 2012.

## Lista de canciones y formatos
| 7" / Casete / CD |                                                        |          |  |
| N.º              | Título                                                 | Duración |  |
| 1.               | «Love Don't Live Here Anymore» (Soulpower Radio Remix) | 4:44     |  |
| 2.               | «Love Don't Live Here Anymore» (Album Remix)           | 4:54     |  |

| CD (Australia, Europa) / Maxi casete |                                                             |          |  |
| N.º                                  | Título                                                      | Duración |  |
| 1.                                   | «Love Don't Live Here Anymore» (Soulpower Radio Remix Edit) | 4:05     |  |
| 2.                                   | «Love Don't Live Here Anymore» (Album Remix Edit)           | 4:04     |  |
| 3.                                   | «Love Don't Live Here Anymore» (Soulpower Radio Remix)      | 4:44     |  |
| 4.                                   | «Love Don't Live Here Anymore» (Album Remix)                | 4:54     |  |

| 12" promocionales |                                                         |          |  |
| N.º               | Título                                                  | Duración |  |
| 1.                | «Love Don't Live Here Anymore» (Mark!s Full on Vocal)   | 10:20    |  |
| 2.                | «Love Don't Live Here Anymore» (Mark!s It's a Girl Dub) | 8:02     |  |
| 3.                | «Love Don't Live Here Anymore» (Mark!s It's a Boy Dub)  | 9:37     |  |

| CD y 12" promocionales |                                                     |          |  |
| N.º                    | Título                                              | Duración |  |
| 1.                     | «Love Don't Live Here Anymore» (Extended Journey)   | 8:03     |  |
| 2.                     | «Love Don't Live Here Anymore» (Hot Mix Edit)       | 6:44     |  |
| 3.                     | «Love Don't Live Here Anymore» (Hot Mix Radio Edit) | 4:50     |  |
| 4.                     | «Love Don't Live Here Anymore» (Edge Factor Dub)    | 8:31     |  |
| 5.                     | «Love Don't Live Here Anymore» (Early Morning Dub)  | 10:04    |  |

| Digital (2023) |                                                                |          |  |
| N.º            | Título                                                         | Duración |  |
| 1.             | «Love Don't Live Here Anymore» (Album Remix Edit)              | 4:02     |  |
| 2.             | «Love Don't Live Here Anymore» (Soulpower Radio Remix Edit)    | 4:03     |  |
| 3.             | «Love Don't Live Here Anymore» (Hot Mix Radio Edit)            | 4:50     |  |
| 4.             | «Love Don't Live Here Anymore» (Soulpower Radio Remix Version) | 4:44     |  |
| 5.             | «Love Don't Live Here Anymore» (Album Remix)                   | 4:54     |  |

## Posicionamiento en listas
| País           | Lista (1996)                      | Posición más alta |
| -------------- | --------------------------------- | ----------------- |
| Australia      | ARIA Top 50 Singles               | 27                |
| Canadá         | RPM Top 100 Tracks                | 24                |
| Canadá         | RPM Adult Contemporary            | 4                 |
| Canadá         | The Record Contemporary Hit Radio | 22                |
| Canadá         | The Record Hit Parade             | 31                |
| Croacia        | Radija Sjeverozapad               | 8                 |
| Estados Unidos | Billboard Hot 100                 | 78                |
| Estados Unidos | Adult Contemporary                | 29                |
| Estados Unidos | Dance Club Songs                  | 16                |
| Estados Unidos | Cash Box Top 100 Pop Singles      | 63                |
| Estados Unidos | Gavin Report Adult Contemporary   | 11                |
| Estados Unidos | Network 40 Plays Per Week         | 51                |
| Estados Unidos | Network 40 AC Chart               | 34                |
| Estados Unidos | R&R CHR/Pop                       | 44                |
| Estados Unidos | R&R AC Top 30                     | 24                |
| Estados Unidos | R&R Hot AC Top 30                 | 26                |
| Francia        | SNEP                              | 48                |
| Países Bajos   | Top 40 Tipparade                  | 16                |
| Países Bajos   | Single Tip                        | 14                |
| Polonia        | LP3                               | 9                 |

| País        | Lista (2023)               | Posición más alta |
| ----------- | -------------------------- | ----------------- |
| Reino Unido | UK Singles Downloads Chart | 61                |

| País   | Lista (1996)           | Posición |
| ------ | ---------------------- | -------- |
| Canadá | RPM Adult Contemporary | 48       |

## Créditos y personal
| - Madonna: voz - Miles Gregory: composición - Nile Rodgers: guitarra acústica, guitarra eléctrica, producción, arreglos, dirección de orquesta - Curtis King: coros - Frank Simms: coros - George Simms: coros - Bernard Edwards: bajo - Rob Sabino: sintetizadores variados, bajo sintetizado - Tony Thompson: batería - Karen Milne: cuerdas - Kermit Moore: cuerdas - Jason Corsaro: ingeniería, mezcla - Eric Mohler: asistente de ingeniería - Malcolm Pollack: asistente de ingeniería - Bob Ludwig: masterización | - David Reitzas: producción (remezcla), ingeniería, mezcla - SoulShock & Karlin: remezcla, producción adicional - Jon Mulloney: teclado - Manny Marroquin: ingeniería (remezcla) - Eugene Adebari: fotografía - Lyn Bradley: diseño |

Créditos adaptados de las notas del álbum Like a Virgin (primera columna) y de AllMusic (segunda columna).